# Hadászati Rakétacsapatok
A Hadászati Rakétacsapatok (oroszul: Ракетные войска стратегического назначения, magyar átírásban: Raketnije vojszka sztratyegicseszkovo naznacsenyija]) az Orosz Fegyveres Erők önálló fegyverneme, az orosz nukleáris csapásmérő erők része, mely szárazföldi telepítésű interkontinentális ballisztikus rakétákkal van felszerelve. A rakétacsapatok három rakétahadseregbe vannak szervezve, összesen 12 rakétahadosztállyal.
Fegyverzetének gerincét a Topol és Topol–M intekontinentális ballisztikus rakéták alkotják. 2012-től ezeket fokozatosan váltják fel az RSZ–24 Jars rakéták. A fejlesztés alatt álló Avagard interkontinentális ballisztikus rakéta hadrenbe állítása 2020 után várható. Parancsnoksága a Moszkva melletti Vlasziha településen található.

## Szervezeti felépítés és diszlokáció
2015. januári állapot szerint a rakétacsapatokat 12 hadosztály alkotja, melyek három rakétahadseregbe vannak szervezve. Összesen 311 darab, hétféle típusú, illetve típusváltozatú rakétát tart hadrendben. A rakéták körülbelül ezer darab nukleáris robbanófejjel rendelkeznek, ez a teljes telepített orosz mennyiség mintegy 60%-ka.
- 27. rakétahadsereg (Vlagyimir)
  - 98. önálló vegyes repülőszázad
  - 7. gárda-rakétahadosztály (Vipolzovo) – 18 RT–2PM Topol
  - 14. rakétahadosztály (Joskar-Ola) – 27 mobile RT–2PM Topol
  - 28. gárda-rakétahadosztály (Kozelszk) – 46 silóba telepített UR–100NUTTH
  - 54. gárda-rakétahadosztály (Tyejkovo) – 9 mobil RT–2PM Topol és 15 mobil RT–2UTTH Topol–M
  - 60. rakétahadosztály (Tatyiscsevo) – 51 silóba telepített UR–100NUTTH és 50 silóba telepített RT–2UTTH Topol–M
- 31. rakétahadsereg (Rosztosi/Orenburg)
  - 8. rakétahadosztály
  - 13. rakétahadosztály (Jasznij űrrepülőtér / Dombarovszkij) – 41 silóba telepített R–36MUTTH/R–36M2
  - 42. rakétahadosztály (Nyizsnyij Tagil) – mobil RT–2PM Topol
- 33. rakétahadsereg (Omszk)
  - 105. önálló vegyes repülőszázad
  - 35. rakétahadosztály (Barnaul) – 36 RT–2PM Topol
  - 39. gárda-rakétahadosztály (Novoszibirszk) – 36 RT–2PM Topol
  - 51. gárda-rakétahadosztály (Irkutszk) – 27 RT–2PM Topol
  - 62. rakétahadosztály (Uzsur) – 34 silóba telepített R–36MUTTH/R–36M2

A Hadászati Rakétacsapatok hét repülőteret és nyolc helikopter-leszállóhelyet üzemeltetnek, ezeken állomásoznak a rakétahadseregek szervezetébe tartozó önálló vegyes  repülőszázadok, melyek szállítási feladatokat látnak el. A repülő alakulatok Mi–8 helikopterekkel, An–24, An–26, An–72 és An–12 típusú szállító repülőgépekkel vannak felszerelve.
A Hadászati Rakétacsapatok felügyelete alatt ál Kapusztyin Jar és a kurai rakéta-lőtér.

## Parancsnokai
A Hadászati Rakétacsapatoknak 1959–2001 között főparancsnokai voltak, 2001-től parancsnoka van.
- 1959–1960 – Mitrofan Nyegyelin
- 1960–1962 – Kirill Moszkalenko
- 1962–1963 – Szergej Birjuzov
- 1963–1972 – Nyikolaj Krilov
- 1972–1985 – Vlagyimir Tolubko
- 1985–1992 – Jurij Makszimov
- 1992–1997 – Igor Szergejev
- 1997–2001 – Vlagyimir Jakovlev
- 2001–2009 – Nyikolaj Szolovcov
- 2009–2010–  Andrej Svajcsenko[2]
- 2010-től: Szergej Karakajev